# Mésangueville
Mésangueville ist eine französische Gemeinde mit 155 Einwohnern (Stand: 1. Januar 2022) im Département Seine-Maritime in der Region Normandie (vor 2016 Haute-Normandie). Sie gehört zum Arrondissement Dieppe und ist Teil des Kantons Gournay-en-Bray (bis 2015 Argueil).

## Geographie
Mésangueville liegt etwa 55 Kilometer ostnordöstlich von Rouen. Das Gemeindegebiet wird im Nordosten vom gleichnamigen Flüsschen Mésangueville durchquert. Umgeben wird Mésangueville von den Nachbargemeinden La Ferté-Saint-Samson im Norden und Nordwesten, Le Fossé im Norden und Nordosten, Saumont-la-Poterie im Osten und Nordosten, Hodeng-Hodenger im Süden und Osten, Fry im Süden und Südwesten sowie Argueil im Westen.

## Bevölkerungsentwicklung
| Jahr                      | 1962 | 1968 | 1975 | 1982 | 1990 | 1999 | 2006 | 2013 |
| Einwohner                 | 210  | 201  | 161  | 137  | 137  | 143  | 152  | 179  |
| Quelle: Cassini und INSEE |      |      |      |      |      |      |      |      |

## Sehenswürdigkeiten
- Kirche Saint-Nicolas aus dem 12. Jahrhundert